# Олександрівська волость (Чигиринський повіт)
Олександрівська волость — адміністративно-територіальна одиниця Чигиринського повіту Київської губернії з центром у містечку Олександрівка.
Станом на 1886 рік складалася з 6 поселень, 5 сільських громад. Населення — 5198 осіб (2568 чоловічої статі та 2630 — жіночої), 733 дворових господарств.
|                     | Площа, десятин | У тому числі орної, дес. |
| ------------------- | -------------- | ------------------------ |
| Сільських громад    | 3073           | 2324                     |
| Приватної власності | 5226           | 2422                     |
| Іншої власності     | 127            | 76                       |
| Загалом             | 8426           | 4822                     |

Основні поселення волості:
- Олександрівка — колишнє власницьке містечко при річці Тясмин за 35 верст від повітового міста, 1183 особи, 201 двір, православна церква, синагога, єврейський молитовний будинок, поштова станція, 2 постоялих двори, 8 постоялих будинків, 11 лавок, базари по четвергах, пивоварний і бурякоцукровий заводи. За 3 версти — винокурний завод.
- Бірки — колишнє державне село при річці Тясмин, 1668 осіб, 319 дворів, православна церква, школа, 2 постоялих будинки, цегельний завод.
- Несваткове — колишнє державне село при Кравченковому ярі, 444 особи, 86 дворів, школа, постоялий будинок.
- Стримівка  — колишнє державне село при річці Тясмин, 630 осіб, 111 дворів, школа, постоялий будинок.

Старшинами волості були:
- 1909-1912 року — Віктор Пилипович Грибеник[2],[3],[4];
- 1913–1915 роках — Федот Якович Піддубний[5],[6].